# نمسیسترز
نمسیسترز (به انگلیسی: Nemesisters) سومین و آخرین آلبوم استودیویی از گروهٔ موسیقی پانک راک آمریکایی بیبز این توی‌لند می‌باشد که در سال ۱۹۹۵ از سوی رپریز رکوردز منتشر گردید.